# Lau Province
Lau Province är en provins i Fiji.   Den ligger i divisionen Östra divisionen, i den västra delen av landet, 300 km väster om huvudstaden Suva. Antalet invånare är 10 683.